# Ralph Biasi
Ralph Biasi  (Americana, 11 de outubro de 1947 – São Paulo, 4 de agosto de 2017) foi um engenheiro e político brasileiro, filiado ao Partido do Movimento Democrático Brasileiro (PMDB). Filho de Mauri Biasi e de Violeta Araújo Biasi. Iniciou sua carreira política aos 25 anos de idade, quando foi eleito pelo MDB, prefeito da cidade de Americana (1973-1977) sendo até hoje o mais jovem prefeito da história do município.[carece de fontes?]
Biasi foi prefeito de Americana de 1973-1977, deputado federal (por três legislaturas) de 1979-1991, além de ter sido Secretário de Ciência e Tecnologia do Estado de São Paulo, de 1987-1988, na gestão do Governador Orestes Quércia e Ministro da Ciência e Tecnologia de 1988-1989, na gestão do ex Presidente José Sarney.
Faleceu em São Paulo no dia 4 de agosto de 2017, vítima de enfisema pulmonar.

## Carreira
Graduado em engenharia civil pela Universidade de São Paulo (USP), em 1970 tornou-se diretor da empresa Rawa Engenharia, em São Carlos (SP), permanecendo no cargo por dois anos. Em 1972 foi delegado de Americana à convenção regional do Movimento Democrático Brasileiro (MDB), partido de oposição ao regime militar instaurado no país em abril de 1964. Em novembro de 1972, foi eleito prefeito de sua cidade natal nessa legenda, exercendo o mandato de fevereiro de 1973 a janeiro de 1977. Em tempos de poucas liberdades democráticas, ainda jovem, o emedebista se mostrou um hábil político, com um diálogo franco com o Governo do Estado, sob comando de Paulo Egídio Martins, da ARENA, o que ajudou a trazer muitas conquistas para a cidade de Americana.
Ainda em 1977, assumiu o cargo de diretor das empresas Unicasa Construtora Ltda. e Comercial e Construtora Eical Ltda, ambas em Americana. Tornou-se também diretor de planejamento físico-territorial do escritório de planejamento integral de Osasco (SP), autarquia da prefeitura desta cidade, permanecendo no cargo até 1978.
No pleito de novembro de 1978 foi eleito deputado federal com 79.699 votos. Assumiu o mandato em fevereiro de 1979, participando dos trabalhos legislativos como coordenador da bancada do MDB e membro titular da Comissão do Interior. Com o fim do bipartidarismo em novembro de 1979 e a consequente reformulação partidária, ingressou no Partido do Movimento Democrático Brasileiro (PMDB), agremiação sucessora do MDB. Foi presidente da Comissão de Economia, Indústria e Comércio (1980), membro titular da mesma comissão, suplente da Comissão de Minas e Energia e vice-líder do PMDB na Câmara. Entre 1980 e 1982 realizou uma série de viagens ao exterior, para estudos e como representante parlamentar.
Demonstrando, novamente, sua habilidade política, teve uma crescente participação nas altas esferas do poder, onde frequentava a mesa da famosa “Turma do Poire” (O deputado Ulysses Guimarães era o nome mais influente da oposição. Em Brasília, era frequente ele estar reunido com correligionários para conversar assuntos políticos ou amenidades. Em torno de uma mesa em que não podia faltar a sua bebida predileta, o licor de poire (pêra, na tradução do francês, e que se pronuncia “poarre”).
Em novembro de 1982 concorreu com êxito à reeleição, tendo 86.791, uma expressiva votação à época, sempre na legenda do PMDB. Teve ainda, uma atuação decisiva na convenção partidária do PMDB que lançou André Franco Montoro candidato a governador do Estado de São Paulo nas Eleições estaduais em São Paulo em 1982, conseguindo a união do partido, através da inclusão de Orestes Quércia na chapa como Vice Governador de São Paulo.
Tomou posse em fevereiro do ano seguinte, participando da Comissão de Economia, Indústria e Comércio e presidindo a Comissão de Finanças.
Em 25 de abril de 1984 votou a favor da emenda Dante de Oliveira, que propunha o restabelecimento de eleições diretas para presidente da República em novembro daquele ano. Como a emenda não obteve o número de votos necessários à aprovação – faltando 22 para que pudesse ser encaminhada à apreciação pelo Senado –, Ralph Biasi votou no candidato oposicionista Tancredo Neves, eleito presidente da República pelo Colégio Eleitoral em 15 de janeiro de 1985, com o apoio da Aliança Democrática, uma união do PMDB com a dissidência do Partido Democrático Social (PDS) abrigada na Frente Liberal. Contudo, por motivo de doença, Tancredo Neves não chegou a ser empossado, vindo a falecer em 21 de abril de 1985, sendo substituído pelo vice-presidente José Sarney, que já vinha exercendo interinamente o cargo desde 15 de março.
Em novembro de 1986, Ralph Biasi foi eleito deputado federal constituinte pelo PMDB, com 84.263 votos. Participou dos trabalhos da Assembleia Nacional Constituinte (ANC), inaugurados em 1º de fevereiro de 1987, como membro titular da Subcomissão de Defesa do Estado, da Sociedade e de sua Segurança, da Comissão da Organização Eleitoral, Partidária e Garantia das Instituições e suplente da Subcomissão do Poder Legislativo, da Comissão da Organização dos Poderes e Sistema de Governo. Apresentou projeto de interesse dos trabalhadores sobre o reajuste integral dos salários e votou contra os decretos-lei de arrocho salarial e a favor do projeto que proibia a demissão imotivada do trabalhador.
No início de 1987, seu nome começou a ser cotado para assumir o Ministério da Indústria e Comércio no lugar de José Hugo Castelo Branco (1986-1988), que havia pedido demissão para assumir a direção de uma grande estatal. Desde então, sua nomeação passou a ser articulada pelo presidente Sarney e pelo governador de São Paulo, Orestes Quércia (1987-1991), a quem Biasi era muito ligado. Em maio do mesmo ano, não conseguindo o cargo no ministério, licenciou-se de seu mandato como constituinte para assumir, em junho, a Secretaria de Ciência e Tecnologia do governo Quércia, sendo substituído por Antônio Tito Costa.  No período em que ficou à frente da pasta, apresentou como principal projeto a construção de uma universidade para trabalhadores na zona leste da capital paulista, que daria ênfase ao ensino técnico, buscando promover o trabalho integrado entre a universidade e a indústria.
Em agosto de 1988, novamente indicado por Orestes Quércia, assumiu o Ministério da Ciência e Tecnologia, no lugar de Luís André Rico Vicente, que ocupara a pasta em caráter interino. No exercício do cargo, cortou dez por cento do orçamento total da pasta para 1989 e defendeu a assinatura de um decreto que esvaziava as atribuições do Conselho Nacional para o Desenvolvimento Científico e Tecnológico (CNPq), o que gerou grande polêmica na comunidade científica. Em dezembro de 1988 o decreto foi revogado. Permaneceu no cargo até janeiro de 1989, quando o ministério foi extinto e suas atribuições incorporadas ao antigo Ministério da Indústria e Comércio, que passou a se chamar Ministério do Desenvolvimento Industrial, Ciência e Tecnologia.
Completou seu mandato na Câmara dos Deputados em janeiro de 1991, não tendo concorrido à reeleição em outubro de 1990. Em outubro de 1994 não conseguiu eleger-se deputado federal por São Paulo na legenda do PMDB.
Exerceu o cargo de Secretário de Ciência e Tecnologia do Estado de São Paulo, de 1º de junho de 1987 a 15 de agosto de 1988 durante o governo Orestes Quércia. Foi ministro da Ciência e Tecnologia no governo José Sarney, de 16 de agosto de 1988 a 15 de janeiro de 1989.